# Kriemhildmühle

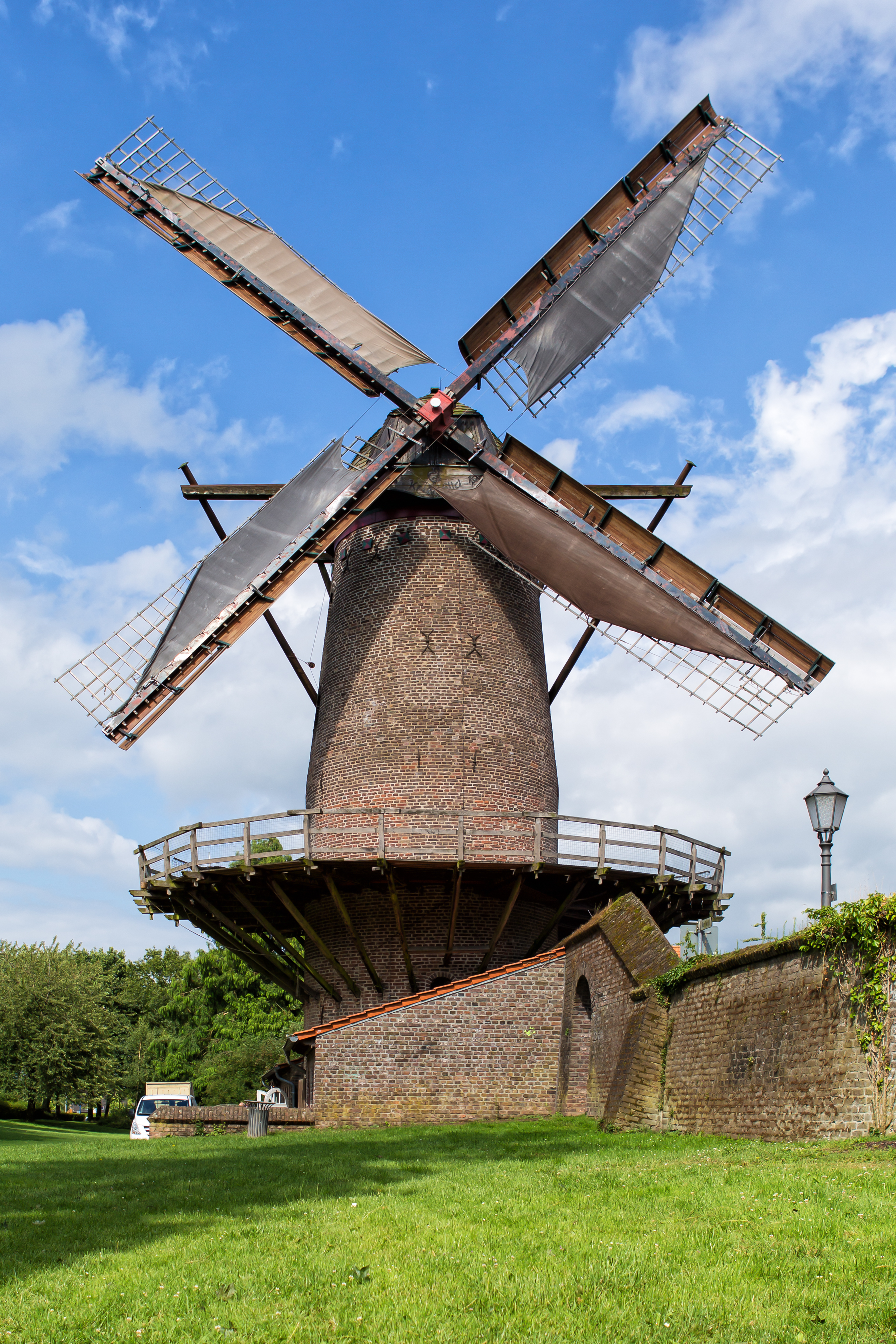
Die Kriemhildmühle in Xanten

Die Kriemhildmühle ist eine historische Windmühle in Xanten und die einzige Mühle des Niederrheins, welche täglich betrieben wird.
Erbaut wurde die Mühle als Teil der Xantener Stadtbefestigung in Form eines Wach- und Wehrturms (als sogenannte Bärwindmühle) am Ende des 14. Jahrhunderts. Die Türme, die im bis 1648 dauernden Dreißigjährigen Krieg stark beschädigt wurden, dienten bis zum Ende des Siebenjährigen Krieges 1763 als Wohnraum für Bedienstete der Stadt. So wurde die Kriemhildmühle zu diesem Zeitpunkt als Nachtwächterturm bezeichnet, da dort die Nachtwächter der Stadt einquartiert worden waren.
In der Folgezeit wurden die Türme aus Kostengründen verkauft und zu großen Teilen von den Käufern abgerissen. 1778 wurde der Nachwächterturm an den Kaufmann Gerhard Schleß verkauft, welcher die Wände des Turms erneuern ließ und ein Gartenhaus im Turm einrichtete. 1804 baute er den Turm zu einer Ölmühle in Form einer 19,3 m hohen Windmühle um. Bald darauf verkaufte er die Mühle an einen Müller, worauf die Kriemhildmühle zu einer Getreidemühle wurde und später in den Besitz der Stadt Xanten gelangte. 1843 wurde der Abriss der Mühle und des nahe gelegenen Klever Tors vom Xantener Stadtrat abgelehnt, nachdem zuvor bereits große Teile der Stadtbefestigung abgerissen worden waren.
Seit 1992 wird in der Mühle wieder Brot gebacken und direkt dort wie auch auf Wochenmärkten in der Umgebung verkauft. Die Mühle kann während der Öffnungszeiten besichtigt werden.
Die Flügel der Mühle sind mit einem Segelgatterwerk alter holländischer Art ausgestattet. Seit 1992 sind die Flügel mit einer Fokwiek nach dem Patent des Holländers P.L. Fauël (1891–1992) ausgestattet.
Ihren Namen verdankt die Kriemhildmühle Kriemhild aus der Nibelungensage. Eine Mühle, die den Namen Siegfried von Xantens trug, existierte ebenfalls, diese ist jedoch nicht mehr in Betrieb.